# 부스낭역
부스낭역(독일어: Bahnhof Bussnang)은 스위스 투르가우주의 부스낭 지자체에 있는 기차역이다. THURBO의 표준궤 빌-크로이츨리엔선의 중간 정류장이다.

## 운행편
버스낭에서 정차하는 서비스는 다음과 같다.
- 장크트갈렌 S-반 S10 : 빌에서 로만스호른까지 30분 간격 운행.